# Enerhodar
Enerhodar (tiếng Ukraina: Енергодар) là một thành phố của Ukraina. Thành phố này thuộc tỉnh Zaporizhia. Thành phố này có diện tích 63.5 km², dân số theo điều tra dân số năm 2001 là 56.242 người.
Đây là nơi đặt nhà máy điện hạt nhân Zaporizhia là nhà máy điện hạt nhân lớn nhất châu Âu và cũng là nơi đạt nhà máy nhiệt điện Zaporizhia (không xa nhà máy điện hạt nhân Zaporizhia).